# Garrincha, Alegria do Povo
Garrincha, Alegria do Povo é um documentário brasileiro de 1962 dirigido por Joaquim Pedro de Andrade sobre o futebolista Manuel Francisco dos Santos, o Mané Garrincha.
Com duração de 58 minutos e com registros em preto e branco, o filme foi realizado durante o auge da carreira do jogador, consagrado no Botafogo de Futebol e Regatas, onde eternizou a camisa número 7, e também como um dos mais importantes atletas da Seleção Brasileira de Futebol campeã mundial nas Copas de 1958 e 1962.
A obra foi selecionada para a 13ª edição do Festival Internacional de Cinema de Berlim, em 1963. Com o tempo, o filme original deteriorou-se, mas ganhou uma versão restaurada, que foi apresentada para a 63ª edição do Festival Internacional de Cinema de Veneza, em 2006. 

## Enredo
O filme alterna imagens de Garrincha em ação no Botafogo e na Seleção Brasileira, com algumas cenas do cotidiano, a rotina de treinos no Botafogo e a preparação do time para entrar em campo (com aparições dos jogadores da época, como Zagallo, Jairzinho e o goleiro Manga). Garrincha aparece comprando discos na cidade do Rio e depois dançando ao som deles com algumas das suas sete filhas na época ou passeando na sua terra natal, em Pau Grande, distrito de Magé (RJ). Acompanhando as imagens, o narrador Heron Domingues conta fatos sobre a vida do jogador, como o dele morar em uma casa cedida pela industria de tecidos no qual Garrincha e toda a comunidade de Pau-Grande trabalhara ou trabalha. Garrincha é descrito como tendo sido um mau operário, que conseguia dormir mesmo com o barulho das máquinas, mas que não era despedido porque nos fins-de-semana era o destaque nos jogos do time de futebol da fábrica. A narração enfatiza também a história de que Garrincha só soube que suas pernas eram tortas ao ler sobre isso nos jornais.
Com rápidos depoimentos de Garrincha sobre a fama que conquistou, e do médico que descreve a anormalidade no seu joelho, o grande destaque do documentário são as cenas clássicas do craque em campo, seus dribles desconcertantes e seus belos gols defendendo o Botafogo e a Seleção Brasileira de Futebol nos Mundiais.
Foi o primeiro documentário brasileiro sobre um esportista e ganhou o "Prêmio Carlos Alberto Chieza", Festival de Cortina D'Ampezzo, Itália 64.

## Elenco
- Manoel Francisco dos Santos (Garrincha)
- Nair dos Santos
- João Paulo Câmara
- Ubirajara Oliveira
- Juscelino Kubitschek
- Carlos Lacerda
- Heron Domingues.... narração